# استیو بیرن‌باوم
استیو بیرن‌باووم (انگلیسی: Steve Birnbaum؛ زادهٔ ۲۳ ژانویهٔ ۱۹۹۱) بازیکن فوتبال اهل ایالات متحده آمریکا است.
از باشگاه‌هایی که در آن بازی کرده‌است می‌توان به دی‌سی یونایتد اشاره کرد.
وی همچنین در تیم‌های ملی فوتبال United States U18 United States U20 United States بازی کرده‌است.